# Vasile Vlaicu
Vasile Vlaicu (n. 17 noiembrie 1885, Brașov - d. ?) a fost un deputat în Marea Adunare Națională de la Alba Iulia, organismul legislativ reprezentativ al „tuturor românilor din Transilvania, Banat și Țara Ungurească”, cel care a adoptat hotărârea privind Unirea Transilvaniei cu România, la 1 decembrie 1918.

## Biografie și Activitatea Politică
Vasile Vlaicu, născut la 17 noiembrie 1885 în Brașov, jud. Brașov, bacalaureat din anul 1904 al Liceului „Andrei Șaguna” din Brașov, absolvent din 1908/1909 al facultății de filosofie de la Universitatea din Budapesta cu specialitatea matematică - fizică; din anul 1913 funcționează ca matematic (actuar) al Societății „Bancă Generală de Asigurare” și ca redactor al săptămânalului „Revista Economică” Sibiu, organul „Solidărității”, Asociația Institutelor Financiare Române din Transilvania fiind și autorul propriului sistem de „Stenografie Românească” după sistemul stenotachigrafic. În ziua de 30 Noiembrie a fost chemat telegrafic la Marea Adunare Națională de la Alba-Iulia de către ziarul „Românul”, organul oficial al Consiliului Național Român din Arad, în calitate de stenograf al presei. Notele stenografice transcrise le-a predat atât ziarului „Românul” cât și presei din București. De la 1 Decembrie 1918 până la 30 aprilie 1920 a funcționat la Resortul Finanțelor din Consiliul Dirigent, ca secretar ministerial, după care s-a retras în viața civilă la postul său de actuar al Societății de Asigurare Prima Ardeleană, de la care în anul 1934 a ieșit la pensie în calitate de director fără a mai ocupa vreo funcțiune sau demnitate oficială publică.